# Mitsuo Tsukahara
Mitsuo Tsukahara (塚原 光男 Tsukahara Mitsuo?, n. 22 decembrie 1947, Kita, Tōkyō, Japonia) este un fost gimnast japonez care a câștigat 5 medalii olimpice de aur și 4 medalii de aur la campionatele mondiale. După retragerea din activitatea competițională, a rămas activ ca antrenor. A fost vicepreședinte al Federației de Gimnastică din Japonia.
Numele lui Tsukahara este legat de Săritura Tsukahara pe care a practicat-o pentru prima dată.
Soția sa, Chieko Oda, a participat și ea ca gimnastă la Jocurile Olimpice de la Mexico City din 1968, iar fiul lor, Naoya Tsukahara, este campion olimpic pe echipe la Jocurile Olimpice de la Atena din 2004.

## Distincții
În noiembrie 2009 lui Tsukahara i-a fost acordată Medalia de Onoare cu banderolă purpurie de către guvernul japonez.